# Doc's da Name 2000
Albums de Redman
Muddy Waters
(1994) Malpractice
(2001)
Singles
1. I'll Bee Dat!
Sortie : 29 octobre 1998
2. Da Goodness
Sortie : 15 janvier 1999
3. Let Da Monkey Out
Sortie : 1999

Doc's da Name 2000 est le quatrième album studio de Redman, sorti le 8 décembre 1998.
L'album a très bien marché commercialement, se classant notamment 1er au Top R&B/Hip-Hop Albums et 11e au Billboard 200. Il a été certifié disque de platine par la Recording Industry Association of America (RIAA) le 19 février 1999.

## Liste des titres
| No  | Titre                                                                                                   | Contient un (des) sample(s) de                                                                                          | Durée |
| --- | --- | --- | ----- |
| 1.  | Welcome 2 Da Bricks (Produit par Reggie Noble)                                                          | Black Wonders of the World de Billy Paul                                                                                | 1:56  |
| 2.  | Let Da Monkey Out (Produit par Erick Sermon)                                                            | Stomp and Buck Dance des Crusaders                                                                                      | 3:14  |
| 3.  | I'll Bee Dat! (Produit par Rockwilder)                                                                  | Who Am I (Sim Simma) de Beenie Man                                                                                      | 4:31  |
| 4.  | Get It Live (Produit par Erick Sermon)                                                                  | Just Rhymin' With Biz de Big Daddy Kane featuring Biz Markie Luv 2 Luv U Remix de Timbaland & Magoo                     | 3:15  |
| 5.  | Who Took da Satellite Van (Skit) (featuring Nadja Green Parker)                                         | | 0:46  |
| 6.  | Jersey Yo (Produit par Reggie Noble et Gov Mattic)                                                      | Shoo-B-Doop and Cop Him de Betty Davis Once Upon a Time in the Projects d'Ice Cube                                      | 3:18  |
| 7.  | Cloze Ya Doorz (featuring Diezzel Don, Double-O, Gov Mattic, Roz, Young Zee – Produit par Erick Sermon) | | 3:59  |
| 8.  | I Don't Kare (Produit par Erick Sermon et Reggie Noble)                                                 | The Champ des Mohawks Top Billin' d'Audio Two Superthug de Noreaga                                                      | 3:20  |
| 9.  | Boodah Break (Produit par Erick Sermon)                                                                 | Caught, Can We Get a Witness? de Public Enemy Beats to the Rhyme de Run–D.M.C.                                          | 1:51  |
| 10. | Million Chicken March (2 Hot 4 Tv) (Skit) (featuring Nadja Green Parker et Tanisha Green)               | | 1:21  |
| 11. | Keep On '99 (Produit par Erick Sermon)                                                                  | She Swallowed It de N.W.A Can't Run, Can't Hide de Ray J                                                                | 4:30  |
| 12. | Well All Rite Cha (featuring Method Man – Produit par Erick Sermon)                                     | The Show de Doug E. Fresh, Slick Rick & The Get Fresh Crew                                                              | 4:15  |
| 13. | Pain in da Ass Stewardess (Skit)                                                                        | | 2:05  |
| 14. | Da Goodness (featuring Busta Rhymes – Produit par Reggie Noble)                                         | Caravan de Buddy Merrill It's All About the Benjamins de Puff Daddy featuring Lil' Kim, The Lox et The Notorious B.I.G. | 4:09  |
| 15. | My Zone! (featuring Markie et Shooga Bear – Produit par Reggie Noble)                                   | How I Could Just Kill a Man de Cypress Hill Whateva Man de Redman featuring Erick Sermon (1996)                         | 2:37  |
| 16. | Da Da DaHHH (Produit par Erick Sermon)                                                                  | It's a Sad Song de Don Julian                                                                                           | 3:59  |
| 17. | G.P.N. (Skit) (featuring Nadja Green Parker et Tanisha Green)                                           | | 2:07  |
| 18. | Down South Funk (featuring Erick Sermon et Keith Murray – Produit par Erick Sermon)                     | La Di Da Di de Doug E. Fresh et Slick Rick Cosmic Slop de Redman featuring Erick Sermon et Keith Murray                 | 3:40  |
| 19. | D.O.G.S. (Produit par Erick Sermon)                                                                     | Atomic Dog de George Clinton Ladies in Da House d'Aaliyah                                                               | 3:50  |
| 20. | Beet Drop (featuring Reggie Noble)                                                                      | | 1:12  |
| 21. | We Got Da Satelite Van (Skit) (featuring Nadja Green Parker)                                            | | 0:57  |
| 22. | Brick City Mashin' (Produit par Erick Sermon)                                                           | Genius of Love (en) du Tom Tom Club Triple Threat des Z-3 MC's                                                          | 3:11  |
| 23. | Soopaman Lova IV (featuring Dave Hollister – Produit Reggie Noble)                                      | | 2:24  |
| 24. | I Got A Secret (Produit par Roni Size)                                                                  | Around the World d'Attilio Mineo                                                                                        | 3:30  |